# Abderrazak Houya
Abderrazak Houya, né le 20 février 1987 à Monastir, est un boxeur tunisien.

## Carrière
Sa carrière amateur est principalement marquée par une médaille d'argent remportée aux Jeux africains de Maputo en 2011 dans la catégorie super-légers.

## Palmarès

### Jeux olympiques
- Qualifié pour les Jeux olympiques de 2012 à Londres, Royaume-Uni

### Jeux africains
- Médaille d'argent dans les moins de 64 kg en 2011 à Maputo, Mozambique